# Centrali elettronucleari in Russia
Ad aprile 2019 in Russia sono attive 12 centrali nucleari per la produzione di energia elettrica, nelle quali sono operativi 35 reattori nucleari: 13 di tipo LWGR e 20 PWR e 2 FBR.
È in corso la sostituzione dei reattori LWGR con dei modelli PWR, sia in versione terrestre (VVER) che navale (KLT-40S).
Sono stati dismessi 8 reattori nucleari: 5 di tipo LWGR e 3 di tipo PWR.
Risultano in costruzione 7 reattori nucleari di tipo PWR.
I dati della tabella sottostante sono aggiornati a aprile 2019 (ove non specificato altrimenti) e sono tratti dal sito web dell'Agenzia internazionale per l'energia atomica e dalla World Nuclear Association.

## Operativi
Aggiornamento: ottobre 2020
| Reattori operativi                            |                    |           |                    |                         |                        |                        |
| Centrale                                      | Potenza netta (MW) | Tipologia | Inizio costruzione | Allacciamento alla rete | Produzione commerciale | Dismissione (prevista) |
| Akademik Lomonosov                            | 2x32               | KLT-40S   | 15 aprile 2007     | 19 dicembre 2019        | metà 2020              |                        |
| Balakovo (Reattore 1)                         | 950                | VVER1000  | 1º dicembre 1980   | 28 dicembre 1985        | 23 maggio 1986         | 2043                   |
| Balakovo (Reattore 2)                         | 950                | VVER1000  | 1º agosto 1981     | 8 ottobre 1987          | 18 gennaio 1988        | 2033                   |
| Balakovo (Reattore 3)                         | 950                | VVER1000  | 1º novembre 1982   | 25 dicembre 1988        | 8 aprile 1989          | 2049                   |
| Balakovo (Reattore 4)                         | 950                | VVER1000  | 1º aprile 1984     | 11 aprile 1993          | 22 dicembre 1993       | 2053                   |
| Beloyarsk (Reattore 3)                        | 560                | BN600     | 1º gennaio 1969    | 8 aprile 1980           | 1º novembre 1981       | 2025                   |
| Beloyarsk (Reattore 4)                        | 950                | BN800     | 18 luglio 2006     | 10 dicembre 2015        | 31 ottobre 2016        | 2056                   |
| Bilibino (Reattore 2)                         | 11                 | EGP-6     | 1º gennaio 1970    | 30 dicembre 1974        | 1º febbraio 1975       | 2019                   |
| Bilibino (Reattore 3)                         | 11                 | EGP-6     | 1º gennaio 1970    | 22 dicembre 1975        | 1º febbraio 1976       | 2020                   |
| Bilibino (Reattore 4)                         | 11                 | EGP-6     | 1º gennaio 1970    | 27 dicembre 1976        | 1º gennaio 1977        | 2021                   |
| Kalinin (Reattore 1)                          | 950                | VVER1000  | 1º febbraio 1977   | 9 maggio 1984           | 12 giugno 1985         | 2045                   |
| Kalinin (Reattore 2)                          | 950                | VVER1000  | 1º febbraio 1982   | 3 dicembre 1986         | 3 marzo 1987           | 2047                   |
| Kalinin (Reattore 3)                          | 950                | VVER1000  | 1º ottobre 1985    | 16 dicembre 2004        | 8 novembre 2005        | 2065                   |
| Kalinin (Reattore 4)                          | 950                | VVER1000  | 1º agosto 1986     | 24 novembre 2011        | 25 dicembre 2012       | 2072                   |
| Kola (Reattore 1)                             | 411                | VVER440   | 1º maggio 1970     | 29 giugno 1973          | 28 dicembre 1973       | 2028                   |
| Kola (Reattore 2)                             | 411                | VVER440   | 1º maggio 1970     | 9 dicembre 1974         | 21 febbraio 1975       | 2029                   |
| Kola (Reattore 3)                             | 411                | VVER440   | 1º aprile 1977     | 24 marzo 1981           | 3 dicembre 1982        | 2027                   |
| Kola (Reattore 4)                             | 411                | VVER440   | 1º agosto 1976     | 11 ottobre 1984         | 6 dicembre 1984        | 2039                   |
| Kursk (Reattore 1)                            | 925                | RBMK      | 1º giugno 1972     | 19 dicembre 1976        | 12 ottobre 1977        | 2022                   |
| Kursk (Reattore 2)                            | 925                | RBMK      | 1º gennaio 1973    | 28 gennaio 1979         | 17 agosto 1979         | 2024                   |
| Kursk (Reattore 3)                            | 925                | RBMK      | 1º aprile 1978     | 17 ottobre 1983         | 30 marzo 1984          | 2029                   |
| Kursk (Reattore 4)                            | 925                | RBMK      | 1º maggio 1981     | 2 dicembre 1985         | 5 febbraio 1986        | 2031                   |
| Leningrado (Reattore 2)                       | 925                | RBMK      | 1º giugno 1970     | 11 luglio 1975          | 11 febbraio 1976       | 2021                   |
| Leningrado (Reattore 3)                       | 925                | RBMK      | 1º dicembre 1973   | 7 dicembre 1979         | 29 giugno 1980         | 2025                   |
| Leningrado (Reattore 4)                       | 925                | RBMK      | 1º febbraio 1975   | 9 febbraio 1981         | 29 agosto 1981         | 2026                   |
| Leningrado 2 (Reattore 1)                     | 1085               | VVER1200  | 25 ottobre 2008    | 9 marzo 2018            | 29 ottobre 2018        |                        |
| Leningrado 2 (Reattore 2)                     | 1085               | VVER1200  | 15 aprile 2010     | 22 ottobre 2020         | fine 2020              |                        |
| Novovoronezh (Reattore 4)                     | 385                | VVER440   | 1º luglio 1967     | 28 dicembre 1972        | 24 marzo 1973          | 2032                   |
| Novovoronezh (Reattore 5)                     | 950                | VVER1000  | 1º marzo 1974      | 31 maggio 1980          | 20 febbraio 1981       | 2035                   |
| Novovoronezh 2 (Reattore 1)                   | 1114               | VVER1200  | 24 giugno 2008     | 5 agosto 2016           | 27 febbraio 2017       | 2077                   |
| Novovoronezh 2 (Reattore 2)                   | 1114               | VVER1200  | 12 luglio 2009     | 1º maggio 2019          | metà 2019              | 2079                   |
| Rostov (Reattore 1)                           | 950                | VVER1000  | 1º settembre 1981  | 30 marzo 2001           | 25 dicembre 2001       | 2030                   |
| Rostov (Reattore 2)                           | 950                | VVER1000  | 1º maggio 1983     | 18 marzo 2010           | 10 dicembre 2010       | 2040                   |
| Rostov (Reattore 3)                           | 950                | VVER1000  | 15 settembre 2009  | 27 dicembre 2014        | 17 settembre 2015      | 2045                   |
| Rostov (Reattore 4)                           | 1011               | VVER1000  | 16 giugno 2010     | 2 febbraio 2018         | metà 2018              |                        |
| Smolensk (Reattore 1)                         | 925                | RBMK      | 1º ottobre 1975    | 9 dicembre 1982         | 30 settembre 1983      |                        |
| Smolensk (Reattore 2)                         | 925                | RBMK      | 1º giugno 1976     | 31 maggio 1985          | 2 luglio 1985          |                        |
| Smolensk (Reattore 3)                         | 925                | RBMK      | 1º maggio 1984     | 17 gennaio 1990         | 12 ottobre 1990        |                        |
| Totale: 38 reattori per complessivi 28.419 GW |                    |           |                    |                         |                        |                        |

## In costruzione
Aggiornamento: giugno 2021
| Reattori in costruzione                     |                    |           |                    |                                    |                                   |                 |
| Centrale                                    | Potenza netta (MW) | Tipologia | Inizio costruzione | Allacciamento alla rete (prevista) | Produzione commerciale (prevista) | Costo (stimato) |
| Kaliningrad (Reattore 1)                    | 1109               | VVER1200  | 22 febbraio 2012   | [ 4 ]                              |                                   |                 |
| Kursk 2 (Reattore 1)                        | 1175               | VVER-TOI  | 29 aprile 2018     | 2022                               | 2022                              |                 |
| Kursk 2 (Reattore 2)                        | 1175               | VVER-TOI  | 15 aprile 2019     | 2023                               | 2023                              |                 |
| Seversk                                     | 300                | BREST-300 | 8 giugno 2021      | 2026                               | 2026                              |                 |
| Totale: 5 reattori per complessivi 3.759 MW |                    |           |                    |                                    |                                   |                 |

## Futuri
Aggiornamento: Aprile 2019
| Reattori pianificati ed in fase di proposta         |
| Totale: 24 reattori per 26000 MW complessivi.       |
| Reattori in fase di proposta                        |
| Totale: 22 reattori per circa 21000 MW complessivi. |

## Dismessi
Aggiornamento: Aprile 2019
| Reattori dismessi |                    |           |                    |                         |                        |                  |
| Centrale | Potenza netta (MW) | Tipologia | Inizio costruzione | Allacciamento alla rete | Produzione commerciale | Dismissione      |
| Beloyarsk (Reattore 1) | 102                | AMB-100   | 1º giugno 1958     | 26 aprile 1964          | 26 aprile 1964         | 1º gennaio 1983  |
| Beloyarsk (Reattore 2) | 146                | AMB-200   | 1º gennaio 1962    | 29 dicembre 1967        | 1º dicembre 1969       | 1º gennaio 1990  |
| Bilibino (Reattore 1) | 11                 | EGP-6     | 1º gennaio 1970    | 12 gennaio 1974         | 1º aprile 1974         | 14 gennaio 2019  |
| Leningrado (Reattore 1) | 925                | RBMK      | 1º marzo 1970      | 21 dicembre 1973        | 1º novembre 1974       | 22 dicembre 2018 |
| Novovoronezh (Reattore 1) | 197                | VVER210   | 1º luglio 1957     | 30 settembre 1964       | 31 dicembre 1964       | 16 febbraio 1988 |
| Novovoronezh (Reattore 2) | 336                | VVER365   | 1º giugno 1964     | 27 dicembre 1969        | 14 aprile 1970         | 29 agosto 1990   |
| Novovoronezh (Reattore 3) | 385                | VVER440   | 1º luglio 1967     | 27 dicembre 1971        | 29 giugno 1972         | 25 dicembre 2016 |
| Obninsk | 5                  | AM-1      | 1º gennaio 1951    | 27 giugno 1954          | 1º dicembre 1954       | 29 aprile 2002   |
| Totale dismessi: 8 reattori per complessivi 2.107 MW |                    |           |                    |                         |                        |                  |
| NOTE: - La normativa in vigore prevede la possibilità di sostituzione e/o aumento del parco reattori al termine del ciclo vitale degli impianti ancora in funzione. |                    |           |                    |                         |                        |                  |